# Hallbera Guðný Gísladóttir
Hallbera Guðný Gísladóttir (ur. 14 września 1986 w Akranes) – islandzka piłkarka, grająca na pozycji napastnika lub obrońcy, wielokrotna reprezentantka Islandii.

## Kariera piłkarska

### Kariera klubowa
Wychowanka miejscowego ÍA, w barwach którego w 2005 roku rozpoczęła swoją karierę zawodową. W latach 2006–2011 występowała w klubie Valur. Na początku 2012 przeniosła się do Szwecji, gdzie potem broniła barw Piteå IF. Rok 2014 rozpoczęła we włoskim Torres, ale latem wróciła do Valur. W 2015 została piłkarką Breiðablik. Sezon 2017 spędziła w szwedzkim Djurgårdens IF, a 14 lutego 2018 znów wróciła do Valur. W 2021 zasiliła skład klubu AIK. Na początku 2022 podpisała kontrakt z IFK Kalmar, gdzie latem 2022 zakończyła karierę.

### Kariera reprezentacyjna
5 marca 2008 roku po raz pierwszy zagrała w seniorskiej kadrze narodowej w wygranym 2:0 meczu na turnieju Algarve Cup z Polkami. W sumie rozegrała 131 meczów, w których strzeliła 3 bramki. Wcześniej od 2003 broniła barw juniorskich i młodzieżowej reprezentacji Islandii.

## Sukcesy i odznaczenia

### Sukcesy klubowe
Valur
- mistrz Islandii: 2006, 2007, 2008, 2009, 2010, 2019
- zdobywca Pucharu Islandii: 2006, 2009, 2010, 2011
- zdobywca Pucharu Ligi Islandzkiej: 2007, 2010
- zdobywca Superpucharu Islandii: 2007, 2008, 2009, 2010, 2011

Breiðablik
- mistrz Islandii: 2015
- zdobywca Pucharu Islandii: 2016
- zdobywca Superpucharu Islandii: 2016